# ويلم دريس
ويلم دريس (بالهولندية: Willem Drees) (و. 1886 – 1988 م) هو سياسي، وناشط إسبرانتو، ومقاوم عسكري، وكاتب سير ذاتية هولندي، ولد في أمستردام، كان عضوًا في حزب العمل الهولندي، وكان عضوًا في حزب العمال الديمقراطي الاجتماعي، توفي في لاهاي، عن عمر يناهز 102 عاماً.

## مناصب
تولى منصب عضو مجلس نواب هولندا ‏ (3 يوليو 1956–3 أكتوبر 1956)
- وزير مالية هولندا (1 يوليو 1952–2 سبتمبر 1952)
- رئيس وزراء هولندا (7 أغسطس 1948–22 ديسمبر 1958)
- نائب رئيس وزراء هولندا (24 يونيو 1945–7 أغسطس 1948)

.

## التعليم
تعلم في جامعة إراسموس روتردام
.

## جوائز
حصل على جوائز منها:

Honorary Member of the World Esperanto Association ‏

## روابط خارجية
- ويلم دريس على موقع الموسوعة البريطانية (الإنجليزية)
- ويلم دريس على موقع مونزينجر (الألمانية)